# USS Constellation (1797)
La USS Constellation fu una fregata da 38 cannoni, di proprietà della United States Navy. Essa si distinse per aver fatto parte della classe delle prime sei fregate della US Navy ordinate nel 1794 e la prima a veleggiare con la bandiera della già nominata Marina.
L'originale USS Constellation venne costruita nel 1797 da Joshua Humphreys e demolita nel 1853 al Gosport Navy Yard di Norfolk, Virginia. La città di Baltimora ne costruì una seconda nel 1854 e solo nel 1991 si è potuto affermare che furono costruite due navi diverse.

## Storia
Il 27 marzo 1794 il Congresso degli Stati Uniti varò il Naval Act del 1794, in cui vi era l'ordine per la costruzione delle prime fregate della United States Navy: le fregate USS Chesapeake, USS Congress, USS Constellation, USS Constitution, USS President, e USS United States. La Constellation fu la prima ad essere commissionata.
La Constellation fu costruita ai cantieri Harris Creek Shipyard di Baltimora e varata il 7 settembre 1797.
Partecipò alla quasi-guerra contro la Francia rivoluzionaria e alla prima guerra barbaresca.